# ナシュワ
ナシュワ（Nashwa、2019年5月9日 - ）は、イギリスの競走馬。主な勝ち鞍は2022年のディアヌ賞、ナッソーステークス、2023年のファルマスステークス。

## 戦績

### 2歳（2021年）
10月31日ニューマーケット競馬場の条件戦でデビューして3着。当年はこの1戦のみだった。

### 3歳（2022年）
4月23日ヘイドックパーク競馬場の条件戦で勝利を挙げるとフィリーズトライアルステークス(L)も勝利して連勝を収める。
オークスステークス(G1)ではホーリー・ドイル騎手が騎乗し、史上初の女性騎手によるイギリスクラシック制覇を目指すことになったが、勝ち馬チューズデーから3馬身差の3着に敗れた。
その後は10ハロン戦に戻してディアヌ賞(G1)に1番人気で出走。内の2番枠から好スタートを切って3番手付近を確保。3コーナー付近で逃げ馬に並びかけて直線で競り落とすと追いすがる後続の追撃も短クビ差でしのぎ切ってG1初制覇。鞍上のドイル騎手は女性初の欧州クラシック制覇を達成した。
7月28日のファルマスステークス(G1)では、最後方近くからの競馬となったが、最後の直線に入って坂が上り始める勝負所からジワジワ位置取りを上げていき、残1ハロンを切ったところで先頭に立つと、追い縋るアリスティアを振り切って1馬身3/4差で古馬を蹴散らした。
その後はオペラ賞(G1)に1番人気に出走して逃げ込みを図るも、追い込んできたプレイスドゥカルーゼルに差し切られて2着。ブリーダーズカップ・フィリー&メアターフ(G1)でも1番人気となるも発馬で後手に回り、直戦で外に持ち出すロスもあってチューズデーから3馬身半差の4着に敗れた。

### 4歳（2023年）
5月28日のコリーダ賞(G2)に出走するも後方のまま伸びを欠いて勝ち馬のアバブザカーブから4馬身1/4差の4着。6月30日のホッピングスフィリーズステークス(G3)では圧倒的な1番人気に支持され、早め先頭から押し切って勝利を狙うも、5番手付近から伸びたアルフスンにゴール前で差されて半馬身差の2着に敗れた。
その後はゴスデン師曰く「絶好調なので（8月3日の）ナッソーSまで待たされたくない。マイルも問題ないと思う」として7月14日のファルマスステークス(G1)に追加登録、ナシュワにとって昨年4月の条件戦以来のマイル戦となった。前半は後方2番手に控えての競馬となり、勝負所で抜群の手応えで上がっていき、鞍上のドイル騎手が追い出すと一気に先頭に立つ。その後も差を広げていき、最終的に2着のリマーキーに5馬身差を付けて圧勝。マイル戦で鮮やかな復活を遂げた。この後、8月2日のナッソーステークスでは最後方追走から懸命に追い込んできたが、先に抜け出したアルフスンと逃げ粘るアバブザカーブを捕え切れず3着に敗れると、続くインターナショナルステークスでは3番手追走から直線でインから脚を伸ばしたがモスターダフの逃げ切りを許し2着となる。9月9日のアイリッシュチャンピオンステークスでは後方2番手から末脚を伸ばして3着に入ったが、10月21日のクイーンエリザベス2世ステークスではビッグロックの6着に終わり、4歳シーズンを終えた。

### 5歳（2024年）
ドバイに遠征し、シーズン初戦として挑んだ3月30日のドバイターフで9着に敗れて休養に入る。10月5日のサンチャリオットステークスで復帰したが5着に終わると、10月19日のチャンピオンステークスでは最下位の11着と大敗を喫し、このレースを最後に現役を引退し繁殖牝馬となる。

## 血統表
| ナシュワの血統               | ナシュワの血統                      | ナシュワの血統                      | （血統表の出典）                    | （血統表の出典）    |
| 父系                         | サドラーズウェルズ系                | サドラーズウェルズ系                | サドラーズウェルズ系                |                     |
| 父 Frankel 2008 鹿毛         | 父の父Galileo 1998 鹿毛             | Sadler's Wells                      | Northern Dancer                     | Northern Dancer     |
| 父 Frankel 2008 鹿毛         | 父の父Galileo 1998 鹿毛             | Sadler's Wells                      | Fairy Bridge                        |                     |
| 父 Frankel 2008 鹿毛         | 父の父Galileo 1998 鹿毛             | Urban Sea                           | Miswaki                             | Miswaki             |
| 父 Frankel 2008 鹿毛         | 父の父Galileo 1998 鹿毛             | Urban Sea                           | Allegretta                          |                     |
| 父 Frankel 2008 鹿毛         | 父の母Kind 2001 鹿毛                | *デインヒル                         | Danzig                              | Danzig              |
| 父 Frankel 2008 鹿毛         | 父の母Kind 2001 鹿毛                | *デインヒル                         | Razyana                             |                     |
| 父 Frankel 2008 鹿毛         | 父の母Kind 2001 鹿毛                | Rainbow Lake                        | Rainbow Quest                       | Rainbow Quest       |
| 父 Frankel 2008 鹿毛         | 父の母Kind 2001 鹿毛                | Rainbow Lake                        | Rockfest                            |                     |
| 母 Princess Loulou 2010 栗毛 | 母の父Pivotal 1993 栗毛             | Polar Falcon                        | Nureyev                             | Nureyev             |
| 母 Princess Loulou 2010 栗毛 | 母の父Pivotal 1993 栗毛             | Polar Falcon                        | Marie D'argonne                     |                     |
| 母 Princess Loulou 2010 栗毛 | 母の父Pivotal 1993 栗毛             | Fearless Revival                    | Cozzene                             | Cozzene             |
| 母 Princess Loulou 2010 栗毛 | 母の父Pivotal 1993 栗毛             | Fearless Revival                    | Stufida                             |                     |
| 母 Princess Loulou 2010 栗毛 | 母の母Aiming 2000 鹿毛              | Highest Honor                       | Kenmare                             | Kenmare             |
| 母 Princess Loulou 2010 栗毛 | 母の母Aiming 2000 鹿毛              | Highest Honor                       | High River                          |                     |
| 母 Princess Loulou 2010 栗毛 | 母の母Aiming 2000 鹿毛              | Sweeping                            | *インデエアンキング                 | *インデエアンキング |
| 母 Princess Loulou 2010 栗毛 | 母の母Aiming 2000 鹿毛              | Sweeping                            | Glancing                            |                     |
| 母系(F-No.)                  | (FN:4-k)                            | (FN:4-k)                            | (FN:4-k)                            | [ § 2 ]             |
| 5代内の近親交配              | Northern Dancer 4・4×5、Special 5×5 | Northern Dancer 4・4×5、Special 5×5 | Northern Dancer 4・4×5、Special 5×5 | [ § 3 ]             |
| 出典                         | 1. 2. 3.                            | 1. 2. 3.                            | 1. 2. 3.                            | 1. 2. 3.            |